# 主鏡
主鏡是反射或折射望遠鏡收集主要的光線的鏡片。
在大多數的天文學歷史上，主鏡曾經是被彎曲成特定的形狀，和在反射層上鍍膜的一整塊玻璃或是其他的材料。
這樣做很好，但是隨著望遠鏡口徑的增加，主鏡的大小卻成了最大的限制：鏡片必需承受自己的重量，並不在重力下扭曲或變形。很快的，帕羅馬天文台的5公尺主鏡和蘇聯的6公尺主鏡都達到了這個極限。數十年來，望遠鏡在口徑的大小上都沒有進展。
然後，先是一些新的技術被引進：從多鏡面望遠鏡開始，主鏡可以用小的鏡片製造，再組合（由實體的結合或以後用光學來處理）成大的主鏡。當時的MMT是4.5公尺（新的是6.5公尺），凱克望遠鏡是組合成的10公尺主鏡，亞利桑那大學所屬的Steward天文台還研發出許多不同的形式。
其次，薄透鏡的製造技術和主動光學一起被引進：非常薄的鏡片（厚度只有幾公分），以促動器與重力對抗，以維持光學的形狀，這樣就可以做出更大的非組合式鏡片。這種技術已經運用在VLT（非常巨大望遠鏡）和LBT（大雙筒望遠鏡），和其他已經在運作或計畫中的望遠鏡。